# 実録本
実録本（じつろくぼん）は、日本の江戸時代に執筆された、当時の社会的事件を題材にした読み物である。近世実録とも呼称される。
登場人物も実名で記したため、公に出版することが憚られ、個人書写や貸本屋の写本、あるいは講釈師の配布によって流布した。歴史記録と娯楽小説の両面を持っており、表向きは事実性を標榜するが、実際には虚構を多く含む。他ジャンル文芸の素材にも利用され、講談との関係は濃厚であり、舌耕文芸の一つとして扱われることもある。
実録を江戸時代に最も読まれたジャンルとする見方もある。
明治期に御家騒動、仇討ち、裁判などの事件に取材した実録物（実録体小説）の印刷物が流行した。
実録本そのものは明治期には消滅するが、その内容は講談・大衆小説・時代劇など、現代まで受け継がれている。

## 特質
実録本の特質として、転写による内容の成長があり、そこで加えられた虚構には事件に対する人々の認識が込められているとされる。
大阪大谷大学の高橋圭一は「実録は創作なのだが、あくまで事実を記してあると主張する。建て前に過ぎないが、それでも作るときの足枷にはなる。実録は、読者にでたらめであると思われては失敗である」「「すべては見てきたような嘘」でしかない。であるのに、読む者に「さもありなん」と納得させる。実録もそういう風にストーリーを拵えていく（筋を通していく）文学である」と指摘している。
福岡教育大学の菊池庸介は実録の成長を、次の六段階を経ると指摘している。
1. 事件が起こり、それにまつわる記録・聞き書き・あるいは実見談が生じる。
2. 1に基づき読み物体裁をとったものができる。
3. 2に潤色が加わり、原始的な実録となる。
4. 様々な虚構が加わり話が複雑化し、内容の骨格が完成する。
5. 確立した虚構を踏まえ、さらに新たな増補（削除）が行われる。
6. 実録の一部が独立し、新たな一編ができる。

この他、個人筆写や貸本を通じて流通した流通経路、江戸時代の文学作品や講談に代表される芸能作品の素材源としての役割、雑史としての側面なども大きな特徴とされる。

## 主な作品
菊池庸介「主要実録書名一覧稿」から比較的、知名度の高い事件と代表的な実録作品を抜粋する。
- 『赤穂実録』『赤穂義士伝』『義士実録』（赤穂事件）
- 『天草軍記』『天草実録』（島原・天草一揆）
- 『石川五右衛門実録』『賊禁秘誠談』（石川五右衛門）
- 『奥州白石女敵討』（宮城野・信夫の敵討）
- 『大岡政談』（大岡越前）
- 『大坂軍記』（大坂冬の陣・夏の陣）
- 『怪談皿屋敷』（お菊の怪談）
- 『巌流島実録』『英雄美談』（宮本武蔵）
- 『真田三代記』（真田幸村）
- 『地蔵堂通夜物語』『佐倉騒動記』（佐倉惣五郎）
- 『太閤記』（豊臣秀吉）
- 『天満水滸伝』（大塩平八郎の乱）
- 『油井根元記』『慶安太平記』（由井正雪の乱）
- 『四谷怪談』（四谷怪談）

このほか、栄泉社『今古実録』シリーズや早稲田大学出版部『近世実録全書』に実録作品が収められている。